# دبیر هیئت دولت جمهوری اسلامی ایران
دبیر هیئت دولت وظیفه تنظیم جلسات و تهیه صورت مذاکرات و ترتیب کلیه امور مربوط به تشکیل جلسات هیئت دولت و کمیسیون‌های آن و همچنین ثبت و نگهداری و ابلاغ مصوبات هیئت وزیران را بر عهده دارد.
همچنین با تنظیم و تدوین پیش‌نویس لوایح و تصویب‌نامه‌های دفتری توسط دبیر زیر نظر معاون اول رئیس‌جمهور نهادی با «دفتر هیئت دولت» تشکیل می‌گردد. ریاست این دفتر با «دبیر هیئت دولت» است که با حکم معاون اول رئیس‌جمهور منصوب می‌شود.

## فهرست
| دبیر        | دبیر                    | آغاز تصدی        | پایان تصدی     | حزب سیاسی      | هیئت دولت     | نخست‌وزیر   | رئیس‌جمهور      |
| ----------- | ----------------------- | ---------------- | -------------- | -------------- | ------------- | ---------- | -------------- |
| —           | —                       | —                | —              | —              | دولت موقت     | بازرگان    |                |
| —           | —                       | —                | —              | —              | شورای انقلاب  | بدون متصدی |                |
| —           | —                       | —                | —              | —              | دولت نخست     | رجایی      | بنی‌صدر         |
| —           | —                       | —                | —              | —              | دولت دوم      | باهنر      | رجایی          |
| —           | —                       | —                | —              | —              | دولت موقت دوم | مهدوی کنی  | بدون متصدی     |
| —           | —                       | —                | —              | —              | دولت سوم      | موسوی      | خامنه‌ای        |
|             | سید علیرضا بهشتی شیرازی | ۱۹ آبان ۱۳۶۴     | —              | جمهوری اسلامی  | دولت چهارم    | موسوی      | خامنه‌ای        |
|             | حسین رحیم‌زاده           | —                | ۱۳۶۸           | —              | دولت چهارم    | موسوی      | خامنه‌ای        |
|             |                         |                  |                |                |               |            |                |
| دبیر        | دبیر                    | آغاز تصدی        | پایان تصدی     | حزب سیاسی      | هیئت دولت     | معاون اول  | رئیس‌جمهور      |
|             | حسین رحیم‌زاده           | ۱۳۶۸             | ۱۰ مهر ۱۳۸۰    | —              | دولت پنجم     | حبیبی      | هاشمی رفسنجانی |
| دولت ششم    | حسین رحیم‌زاده           | ۱۳۶۸             | ۱۰ مهر ۱۳۸۰    | —              |               | حبیبی      | هاشمی رفسنجانی |
| دولت هفتم   | حسین رحیم‌زاده           | ۱۳۶۸             | ۱۰ مهر ۱۳۸۰    | —              | خاتمی         | حبیبی      |                |
|             | عبدالله رمضان‌زاده       | ۱۰ مهر ۱۳۸۰      | ۱۲ مرداد ۱۳۸۴  | مشارکت         | خاتمی         | دولت هشتم  | عارف           |
|             | مسعود زریبافان          | ۲۱ شهریور ۱۳۸۴   | ۱۹ آذر ۱۳۸۵    | ایثارگران      | دولت نهم      | داودی      | احمدی‌نژاد      |
| بدون متصدی  |                         |                  |                |                | دولت نهم      | داودی      | احمدی‌نژاد      |
|             | مجید دوستعلی            | ۲۲ تیر ۱۳۸۶      | ۳۱ شهریور ۱۳۸۹ | —              | دولت نهم      | داودی      | احمدی‌نژاد      |
| دولت دهم    | مجید دوستعلی            | ۲۲ تیر ۱۳۸۶      | ۳۱ شهریور ۱۳۸۹ | —              | رحیمی         |            | احمدی‌نژاد      |
| دولت دهم    |                         | علی صدوقی        | ۳۱ شهریور ۱۳۸۹ | ۱۲ شهریور ۱۳۹۲ | رحیمی         | —          | احمدی‌نژاد      |
|             | محسن حاجی‌میرزایی        | ۱۲ شهریور ۱۳۹۲   | ۲۶ شهریور ۱۳۹۸ | —              | دولت یازدهم   | جهانگیری   | روحانی         |
| دولتدوازدهم | محسن حاجی‌میرزایی        | ۱۲ شهریور ۱۳۹۲   | ۲۶ شهریور ۱۳۹۸ | —              |               | جهانگیری   | روحانی         |
|             | حسین سیمایی صراف        | ۲۶ شهریور ۱۳۹۸   | ۲۲ اسفند ۱۴۰۰  | —              |               | جهانگیری   | روحانی         |
| دولتسیزدهم  | حسین سیمایی صراف        | ۲۶ شهریور ۱۳۹۸   | ۲۲ اسفند ۱۴۰۰  | —              | مخبر          | رئیسی      |                |
| دولتسیزدهم  |                         | علی بهادری جهرمی | ۲۲ اسفند ۱۴۰۰  | ۲۲ مرداد ۱۴۰۳  | مخبر          | رئیسی      | —              |
|             | سید کامل تقوی‌نژاد       | ۲۲ مرداد ۱۴۰۳    | در حال تصدی    | اعتماد ملی     | دولتچهاردهم   | عارف       | پزشکیان        |